# À la recherche du bonheur (film, 1917)
Pour les articles homonymes, voir À la recherche du bonheur.
Pour plus de détails, voir Fiche technique et Distribution.
À la recherche du bonheur (За счастьем, Za schastem) est un film russe réalisé par Evgueny Bauer, sorti en 1917,.

## Fiche technique
- Réalisation : Evgueny Bauer
- Scénario : N. Dennitsyna
- Photographie : Boris Zavelev
- Décors : Lev Koulechov
- Société de production : Khanzhonkov

## Distribution
- Emma Bauer : la femme
- Tasya Borman : Lee, sa fille
- N. Dennitsyna : la nurse de Lee
- Aleksandr Kheruvimov : le docteur
- Lidiya Koreneva : Zoya Verenskaya, une riche veuve
- Lev Koulechov : Enrico, le peintre
- Nikolaï Radine : Dimitri, l'avocat